# Boxe aux Jeux olympiques
La boxe anglaise est inscrite au programme des Jeux olympiques depuis l'édition de 1904 à Saint-Louis et l'organisation d'épreuves dans sept catégories. Son entrée aux Jeux olympiques fut retardée car elle était jugée trop dangereuse. Elle est ouverte aux femmes à compter de 2012.

## Règles
Les participants sont désignés par tirage au sort sans tenir compte du classement des boxeurs. Ils se retrouvent dans un tableau débutant généralement au stade des 1/16e de finale. Chaque rencontre disputée est à élimination directe.
Le combat se déroule en trois "rounds" de 3 minutes avec une pause d'une minute entre chaque round pour les hommes. Pour les femmes, le combat se déroule en 4 rounds de 2 minutes. Le boxeur marque un point lorsqu'il touche son adversaire sur le devant de la tête ou du corps, au-dessus de la ceinture. Toutefois, il faut que 3 des 5 juges accordent le point en même temps en appuyant simultanément sur un bouton. À la fin du combat, est désigné vainqueur le boxeur qui aura totalisé le plus grand nombre de points.
Il n'y a pas de petite finale. Les deux perdants des demi-finales finissent 3e.

## Épreuves au programme
Les compétitions de boxe aux Jeux olympiques sont organisées par tournoi en fonction de la catégorie de poids des boxeurs. Depuis son entrée aux jeux en 1904, le nombre d'épreuves a évolué ainsi que la définition de chaque catégorie de poids.
Jusqu'en 1936 à Berlin, l'unité de mesure du poids était la livre. Depuis les Jeux de 1948, les catégories de poids en boxe sont calculées en kilogrammes.
Les femmes ont pour la première fois fait leur entrée dans la compétition à compter des Jeux de Londres en 2012, alors que jusqu'alors seuls les boxeurs hommes participaient à cet évènement,,.
En 2012 à Londres, le nombre d'épreuves est fixé à 10 pour les hommes et 3 pour les femmes (entre 48 et 51 kg, entre 57 et 60 kg et entre 69 et 75 kg). Le nombre d'épreuves est progressivement rééquilibré entre les hommes et les femmes avec 8 épreuves pour les hommes et 5 pour les femmes aux Jeux de Tokyo en 2020, puis 7 pour les hommes et 6 pour les femmes aux Jeux de Paris en 2024. 
| 1904                                | 1908                             | 1920-1936                           | 1948                     | 1952-1964                | 1968-1980                        | 1984-2000                        | 2004-2008           | 2012-2016                        | 2020                                | 2024                |
| ----------------------------------- | -------------------------------- | ----------------------------------- | ------------------------ | ------------------------ | -------------------------------- | -------------------------------- | ------------------- | -------------------------------- | ----------------------------------- | ------------------- |
| Lourds +158 lb (+71,7 kg)           | Lourds +158 lb (+71,7 kg)        | Lourds +175 lb (+79,4 kg)           | Lourds +80 kg            | Lourds +81 kg            | Lourds +81 kg                    | Super-lourds +91 kg              | Super-lourds +91 kg | Super-lourds +91 kg              | Super-lourds +91 kg                 | Super-lourds +92 kg |
| Lourds +158 lb (+71,7 kg)           | Lourds +158 lb (+71,7 kg)        | Lourds +175 lb (+79,4 kg)           | Lourds +80 kg            | Lourds +81 kg            | Lourds +81 kg                    | Super-lourds +91 kg              | Super-lourds +91 kg | Super-lourds +91 kg              | Super-lourds +91 kg                 | Lourds 80-92 kg     |
| Lourds +158 lb (+71,7 kg)           | Lourds +158 lb (+71,7 kg)        | Lourds +175 lb (+79,4 kg)           | Lourds +80 kg            | Lourds +81 kg            | Lourds +81 kg                    | Lourds 81-91 kg                  |                     |                                  |                                     |                     |
| Lourds +158 lb (+71,7 kg)           | Lourds +158 lb (+71,7 kg)        | Lourds +175 lb (+79,4 kg)           | Lourds +80 kg            | Mi-lourds 75-81 kg       |                                  |                                  |                     |                                  |                                     |                     |
| Lourds +158 lb (+71,7 kg)           | Lourds +158 lb (+71,7 kg)        | Lourds +175 lb (+79,4 kg)           | Mi-lourds 73-80 kg       | Mi-lourds 71-80 kg       |                                  |                                  |                     |                                  |                                     |                     |
| Lourds +158 lb (+71,7 kg)           | Lourds +158 lb (+71,7 kg)        | Mi-lourds 160-175 lb (72.6-79,4 kg) | Mi-lourds 73-80 kg       | Mi-lourds 71-80 kg       |                                  |                                  |                     |                                  |                                     |                     |
| Lourds +158 lb (+71,7 kg)           | Lourds +158 lb (+71,7 kg)        | Moyens 71-75 kg                     | Moyens 71-75 kg          | Moyens 71-75 kg          | Moyens 69-75 kg                  | Moyens 69-75 kg                  | Moyens 69-75 kg     |                                  |                                     |                     |
| Lourds +158 lb (+71,7 kg)           | Lourds +158 lb (+71,7 kg)        | Moyens 71-75 kg                     | Moyens 71-75 kg          | Moyens 71-75 kg          | Moyens 69-75 kg                  | Moyens 69-75 kg                  | Moyens 69-75 kg     | Moyens 67-73 kg                  |                                     |                     |
| Lourds +158 lb (+71,7 kg)           | Lourds +158 lb (+71,7 kg)        | Moyens 71-75 kg                     | Moyens 71-75 kg          | Moyens 71-75 kg          | Moyens 69-75 kg                  | Moyens 69-75 kg                  | Moyens 69-75 kg     | Moyens 147-160 lb (66.7-72,6 kg) |                                     |                     |
| Moyens 145-158 lb (65.8-71,7 kg)    | Moyens 140-158 lb (63.5-71,7 kg) | Moyens 71-75 kg                     | Moyens 71-75 kg          | Moyens 71-75 kg          | Moyens 69-75 kg                  | Moyens 69-75 kg                  | Moyens 69-75 kg     |                                  |                                     |                     |
| Moyens 145-158 lb (65.8-71,7 kg)    | Moyens 140-158 lb (63.5-71,7 kg) | Super-mi-moyens 67-71 kg            | Super-mi-moyens 67-71 kg | Super-mi-moyens 67-71 kg | Moyens 69-75 kg                  | Moyens 69-75 kg                  | Moyens 69-75 kg     | Mi-moyens 63.5-71 kg             |                                     |                     |
| Moyens 145-158 lb (65.8-71,7 kg)    | Moyens 140-158 lb (63.5-71,7 kg) | Super-mi-moyens 67-71 kg            | Super-mi-moyens 67-71 kg | Super-mi-moyens 67-71 kg | Mi-moyens 64-69 kg               | Mi-moyens 64-69 kg               | Mi-moyens 63-69 kg  | Mi-moyens 63.5-71 kg             |                                     |                     |
| Moyens 145-158 lb (65.8-71,7 kg)    | Moyens 140-158 lb (63.5-71,7 kg) | Mi-moyens 62-67 kg                  | Mi-moyens 63.5-67 kg     | Mi-moyens 63.5-67 kg     | Mi-moyens 63.5-67 kg             | Mi-moyens 64-69 kg               | Mi-moyens 63-69 kg  | Mi-moyens 63.5-71 kg             |                                     |                     |
| Moyens 145-158 lb (65.8-71,7 kg)    | Moyens 140-158 lb (63.5-71,7 kg) | Mi-moyens 62-67 kg                  | Mi-moyens 63.5-67 kg     | Mi-moyens 63.5-67 kg     | Mi-moyens 63.5-67 kg             | Mi-moyens 64-69 kg               | Mi-moyens 63-69 kg  | Mi-moyens 63.5-71 kg             | Mi-moyens 135-147 lb (61.2-66,7 kg) |                     |
| Mi-moyens 135-145 lb (61.2-65,8 kg) | Moyens 140-158 lb (63.5-71,7 kg) | Mi-moyens 62-67 kg                  | Mi-moyens 63.5-67 kg     | Mi-moyens 63.5-67 kg     | Mi-moyens 63.5-67 kg             | Mi-moyens 64-69 kg               | Mi-moyens 63-69 kg  | Mi-moyens 63.5-71 kg             |                                     |                     |
| Super-légers 60-64 kg               | Moyens 140-158 lb (63.5-71,7 kg) | Mi-moyens 62-67 kg                  | Mi-moyens 63.5-67 kg     | Mi-moyens 63.5-67 kg     | Mi-moyens 63.5-67 kg             |                                  | Mi-moyens 63-69 kg  | Mi-moyens 63.5-71 kg             |                                     |                     |
| Légers 126-140 lb (57.2-63,5 kg)    | Super-légers 60-63,5 kg          | Super-légers 60-63,5 kg             | Super-légers 60-63,5 kg  | Légers 57-63,5 kg        |                                  |                                  | Mi-moyens 63-69 kg  |                                  |                                     |                     |
| Légers 126-140 lb (57.2-63,5 kg)    | Super-légers 60-63,5 kg          | Super-légers 60-63,5 kg             | Super-légers 60-63,5 kg  | Légers 57-63,5 kg        | Légers 57-63 kg                  |                                  |                     |                                  |                                     |                     |
| Légers 126-140 lb (57.2-63,5 kg)    | Super-légers 60-63,5 kg          | Super-légers 60-63,5 kg             | Super-légers 60-63,5 kg  | Légers 57-63,5 kg        | Légers 58-62 kg                  |                                  |                     |                                  |                                     |                     |
| Légers 126-140 lb (57.2-63,5 kg)    | Super-légers 60-63,5 kg          | Super-légers 60-63,5 kg             | Super-légers 60-63,5 kg  | Légers 57-63,5 kg        | Légers 125-135 lb (56.7-61,2 kg) | Légers 126-135 lb (57.2-61,2 kg) |                     |                                  |                                     |                     |
| Légers 126-140 lb (57.2-63,5 kg)    | Légers 57-60 kg                  | Légers 57-60 kg                     | Légers 57-60 kg          | Légers 57-60 kg          | Légers 125-135 lb (56.7-61,2 kg) | Légers 126-135 lb (57.2-61,2 kg) | Légers 56-60 kg     |                                  |                                     |                     |
| Légers 126-140 lb (57.2-63,5 kg)    | Légers 57-60 kg                  | Légers 57-60 kg                     | Légers 57-60 kg          | Légers 57-60 kg          | Légers 125-135 lb (56.7-61,2 kg) | Légers 126-135 lb (57.2-61,2 kg) | Légers 56-60 kg     | Plumes 54-58 kg                  |                                     |                     |
| Plumes 116-126 lb (52.6-57,2 kg)    | Légers 57-60 kg                  | Légers 57-60 kg                     | Légers 57-60 kg          | Légers 57-60 kg          | Légers 125-135 lb (56.7-61,2 kg) | Plumes 118-126 lb (53.5-57,2 kg) | Légers 56-60 kg     |                                  |                                     |                     |
| Plumes 116-126 lb (52.6-57,2 kg)    | Plumes 54-57 kg                  | Plumes 54-57 kg                     | Plumes 54-57 kg          | Plumes 54-57 kg          | Légers 125-135 lb (56.7-61,2 kg) | Plumes 118-126 lb (53.5-57,2 kg) | Légers 56-60 kg     | Plumes 52-57 kg                  | Plumes 51-57 kg                     |                     |
| Plumes 116-126 lb (52.6-57,2 kg)    | Plumes 54-57 kg                  | Plumes 54-57 kg                     | Plumes 54-57 kg          | Plumes 54-57 kg          | Plumes 115-125 lb (52.2-56,7 kg) | Plumes 118-126 lb (53.5-57,2 kg) | Légers 56-60 kg     | Plumes 52-57 kg                  | Plumes 51-57 kg                     |                     |
| Plumes 116-126 lb (52.6-57,2 kg)    | Plumes 54-57 kg                  | Plumes 54-57 kg                     | Plumes 54-57 kg          | Plumes 54-57 kg          | Coqs 52-56 kg                    | Plumes 118-126 lb (53.5-57,2 kg) |                     | Plumes 52-57 kg                  | Plumes 51-57 kg                     |                     |
| Plumes 116-126 lb (52.6-57,2 kg)    | Coqs 51-54 kg                    |                                     |                          |                          |                                  | Plumes 118-126 lb (53.5-57,2 kg) |                     | Plumes 52-57 kg                  | Plumes 51-57 kg                     |                     |
| Plumes 116-126 lb (52.6-57,2 kg)    | Coqs 112-118 lb (50.8-53,5 kg)   |                                     |                          |                          |                                  |                                  |                     | Plumes 52-57 kg                  | Plumes 51-57 kg                     |                     |
| Coqs -116 lb (-52,6 kg)             |                                  |                                     |                          |                          |                                  |                                  |                     | Plumes 52-57 kg                  | Plumes 51-57 kg                     |                     |
| Coqs 105-115 lb (47.6-52,2 kg)      |                                  |                                     |                          |                          |                                  |                                  |                     | Plumes 52-57 kg                  | Plumes 51-57 kg                     |                     |
| Mouches 49-52 kg                    | Mouches -52 kg                   |                                     |                          |                          |                                  |                                  |                     |                                  | Plumes 51-57 kg                     |                     |
| Mouches 49-52 kg                    | Mouches -52 kg                   | Mouches -51 kg                      | Mouches -51 kg           | Mouches 48-51 kg         | Mouches 48-51 kg                 | Mouches 48-51 kg                 | Mouches -51 kg      |                                  |                                     |                     |
| Mouches 49-52 kg                    | Mouches -52 kg                   | Mouches -51 kg                      | Mouches -51 kg           | Mouches 48-51 kg         | Mouches 48-51 kg                 | Mouches 48-51 kg                 | Mouches -51 kg      | Mouches -112 lb (-50,8 kg)       |                                     |                     |
| Mi-mouches -49 kg                   | Mouches -52 kg                   | Mouches -51 kg                      | Mouches -51 kg           | Mouches 48-51 kg         | Mouches 48-51 kg                 | Mouches 48-51 kg                 | Mouches -51 kg      |                                  |                                     |                     |
| Mi-mouches -48 kg                   | Mouches -52 kg                   | Mouches -51 kg                      | Mouches -51 kg           |                          |                                  |                                  | Mouches -51 kg      |                                  |                                     |                     |
| Mouches -105 lb (-47,6 kg)          | Mouches -52 kg                   | Mouches -51 kg                      | Mouches -51 kg           |                          |                                  |                                  | Mouches -51 kg      |                                  |                                     |                     |
| 7                                   | 5                                | 8                                   | 8                        | 10                       | 11                               | 12                               | 11                  | 10                               | 8                                   | 7                   |

| 2012–2016        | 2020             | 2024             |
| ---------------- | ---------------- | ---------------- |
| Moyens (-75 kg)  | Moyens (-75 kg)  | Moyens (-75 kg)  |
| Moyens (-75 kg)  | Welters (-69 kg) | Welters (-66 kg) |
| Légers (-60 kg)  | Légers (-60 kg)  | Légers (-60 kg)  |
| Légers (-60 kg)  | Plumes (-57 kg)  | Plumes (-57 kg)  |
| Légers (-60 kg)  | Plumes (-57 kg)  | Coqs (-54 kg)    |
| Mouches (-51 kg) | Mouches (-51 kg) | Mouches (-50 kg) |
| 3                | 5                | 6                |

## Boxeurs de légende

### Légendes

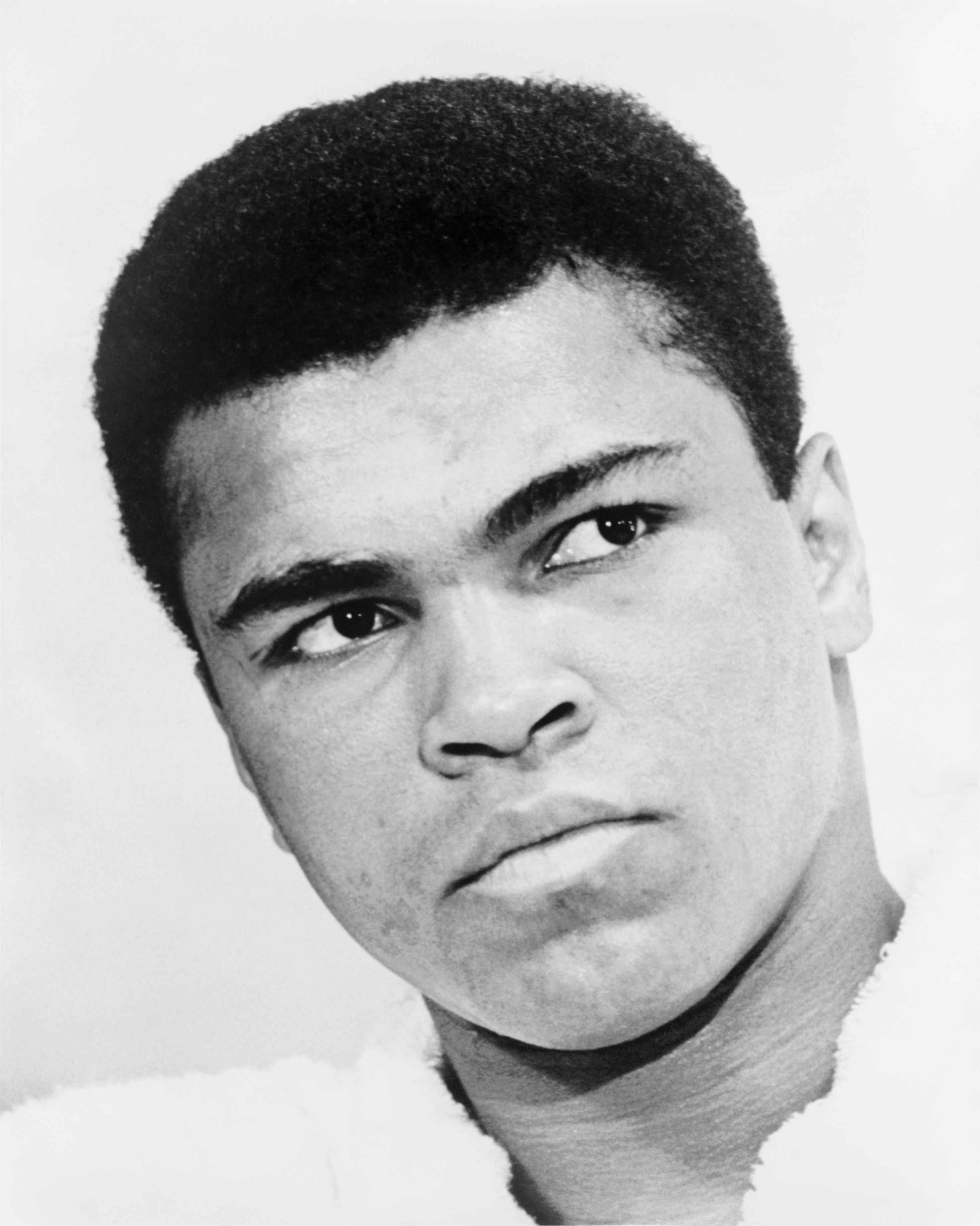
Mohamed Ali

- László Papp : premier boxeur à devenir triple champion olympique, des moyens en 1948 et des super-welters en 1952 et 1956.
- Mohamed Ali (ex-Cassius Clay) : champion olympique des mi-lourds en 1960 à l’âge de 18 ans.
- Joe Frazier : champion olympique des lourds en 1964.
- George Foreman : champion olympique des poids lourds en 1968.
- Sugar Ray Leonard : champion olympique en 1976 des super-légers.
- Teófilo Stevenson : trois fois de suite champion olympique chez les lourds (1972, 1976, 1980).
- Félix Savón : champion olympique en 1992, 1996 et 2000.

### Records
- Le plus jeune champion : Jackie Fields (États-Unis) en 1924 (poids plumes) à l’âge de 16 ans et 162 jours.
- Le champion le plus âgé : Richard Gunn (Royaume-Uni) en 1908 (poids plumes) à l’âge de 37 ans. L’âge limite de participation aux Jeux olympiques a ensuite été fixé à 34 ans.
- Le premier doublé : Harry Mallin (Royaume-Uni) en 1924 et 1928 en poids moyens.
- Le dernier doublé : Vasyl Lomachenko (Ukraine) en 2008 (poids plumes) et 2012 (poids légers).
- Le premier triplé : László Papp (Hongrie) en 1948 (poids moyens) et en 1952 et 1956 (super-welters).
- Le deuxième triplé : Teófilo Stevenson (Cuba) en catégorie poids lourds en 1972, 1976 et 1980.
- Le dernier triplé : Félix Savón (Cuba) en catégorie poids lourds en 1992, 1996 et 2000.

## Tableau des médailles
Le tableau ci-dessous présente le bilan, par nations, des médailles obtenues en boxe anglaise lors des Jeux olympiques d'été, de 1904 à 2024. Le rang est obtenu par le décompte des médailles d'or, puis en cas d'ex æquo, des médailles d'argent, puis de bronze.
| Rang  | Nation                      | Or  | Argent | Bronze | Total |
| ----- | --------------------------- | --- | ------ | ------ | ----- |
| 1     | États-Unis                  | 50  | 27     | 41     | 118   |
| 2     | Cuba                        | 42  | 19     | 19     | 79    |
| 3     | Grande-Bretagne             | 20  | 15     | 28     | 63    |
| 4     | Italie                      | 15  | 15     | 18     | 48    |
| 5     | Union soviétique            | 14  | 19     | 18     | 51    |
| 6     | Russie                      | 10  | 5      | 15     | 26    |
| 7     | Hongrie                     | 10  | 2      | 8      | 20    |
| 7     | Ouzbékistan                 | 10  | 2      | 8      | 20    |
| 9     | Pologne                     | 8   | 10     | 26     | 44    |
| 10    | Kazakhstan                  | 7   | 8      | 11     | 26    |
| 11    | Argentine                   | 7   | 7      | 10     | 24    |
| 12    | France                      | 6   | 11     | 11     | 28    |
| 13    | Chine                       | 6   | 7      | 6      | 19    |
| 14    | Afrique du Sud              | 6   | 4      | 9      | 19    |
| 15    | Bulgarie                    | 5   | 5      | 10     | 20    |
| 16    | Ukraine                     | 5   | 4      | 7      | 16    |
| 17    | Allemagne de l'Est          | 5   | 2      | 6      | 13    |
| 18    | Allemagne                   | 4   | 9      | 11     | 24    |
| 19    | Irlande                     | 4   | 5      | 10     | 19    |
| 20    | Thaïlande                   | 4   | 4      | 8      | 16    |
| 21    | Corée du Sud                | 3   | 7      | 10     | 20    |
| 22    | Canada                      | 3   | 7      | 7      | 17    |
| 23    | Yougoslavie                 | 3   | 2      | 6      | 11    |
| 24    | Tchécoslovaquie             | 3   | 1      | 2      | 6     |
| 25    | Japon                       | 3   | 0      | 5      | 8     |
| 26    | Mexique                     | 2   | 4      | 8      | 14    |
| 27    | Corée du Nord               | 2   | 3      | 4      | 9     |
| 28    | Brésil                      | 2   | 2      | 5      | 9     |
| 29    | Finlande                    | 2   | 1      | 13     | 16    |
| 30    | Algérie                     | 2   | 0      | 5      | 7     |
| 31    | Roumanie                    | 1   | 9      | 15     | 25    |
| 32    | Danemark                    | 1   | 5      | 6      | 12    |
| 33    | Turquie                     | 1   | 5      | 4      | 10    |
| 34    | Équipe unifiée d'Allemagne  | 1   | 3      | 2      | 6     |
| 34    | Venezuela                   | 1   | 3      | 2      | 6     |
| 36    | Pays-Bas                    | 1   | 2      | 5      | 8     |
| 37    | Mongolie                    | 1   | 2      | 4      | 7     |
| 38    | Norvège                     | 1   | 2      | 2      | 5     |
| 39    | Kenya                       | 1   | 1      | 5      | 7     |
| 40    | ROC                         | 1   | 1      | 4      | 6     |
| 41    | Belgique                    | 1   | 1      | 2      | 4     |
| 41    | Nouvelle-Zélande            | 1   | 1      | 2      | 4     |
| 43    | Allemagne de l'Ouest        | 1   | 0      | 5      | 6     |
| 44    | Taipei chinois              | 1   | 0      | 3      | 4     |
| 44    | République dominicaine      | 1   | 0      | 3      | 4     |
| 46    | Suède                       | 0   | 5      | 6      | 11    |
| 47    | Philippines                 | 0   | 4      | 6      | 10    |
| 48    | Nigeria                     | 0   | 3      | 3      | 6     |
| 48    | Espagne                     | 0   | 3      | 3      | 6     |
| 50    | Ouganda                     | 0   | 3      | 1      | 4     |
| 51    | Azerbaïdjan                 | 0   | 2      | 8      | 10    |
| 52    | Biélorussie                 | 0   | 2      | 0      | 2     |
| 53    | Australie                   | 0   | 1      | 6      | 7     |
| 54    | Porto Rico                  | 0   | 1      | 5      | 6     |
| 55    | Colombie                    | 0   | 1      | 4      | 5     |
| 56    | Égypte                      | 0   | 1      | 3      | 4     |
| 56    | Ghana                       | 0   | 1      | 3      | 4     |
| 58    | Chili                       | 0   | 1      | 2      | 3     |
| 59    | Cameroun                    | 0   | 1      | 1      | 2     |
| 59    | Équipe unifiée de l'ex-URSS | 0   | 1      | 1      | 2     |
| 61    | Australasie                 | 0   | 1      | 0      | 1     |
| 61    | Estonie                     | 0   | 1      | 0      | 1     |
| 61    | Tchéquie                    | 0   | 1      | 0      | 1     |
| 61    | Tonga                       | 0   | 1      | 0      | 1     |
| 61    | Kirghizistan                | 0   | 1      | 0      | 1     |
| 61    | Panama                      | 0   | 1      | 0      | 1     |
| 67    | Maroc                       | 0   | 0      | 4      | 4     |
| 68    | Inde                        | 0   | 0      | 3      | 3     |
| 69    | Arménie                     | 0   | 0      | 2      | 2     |
| 69    | Moldavie                    | 0   | 0      | 2      | 2     |
| 69    | Tunisie                     | 0   | 0      | 2      | 2     |
| 69    | Géorgie                     | 0   | 0      | 2      | 2     |
| 69    | Tadjikistan                 | 0   | 0      | 2      | 2     |
| 74    | Bermudes                    | 0   | 0      | 1      | 1     |
| 74    | Croatie                     | 0   | 0      | 1      | 1     |
| 74    | Guyana                      | 0   | 0      | 1      | 1     |
| 74    | Lituanie                    | 0   | 0      | 1      | 1     |
| 74    | Maurice                     | 0   | 0      | 1      | 1     |
| 74    | Niger                       | 0   | 0      | 1      | 1     |
| 74    | Pakistan                    | 0   | 0      | 1      | 1     |
| 74    | Syrie                       | 0   | 0      | 1      | 1     |
| 74    | Uruguay                     | 0   | 0      | 1      | 1     |
| 74    | Zambie                      | 0   | 0      | 1      | 1     |
| 74    | Cap-Vert                    | 0   | 0      | 1      | 1     |
| 74    | Athlètes réfugiés           | 0   | 0      | 1      | 1     |
| Total | Total                       | 278 | 278    | 492    | 1112  |

https://www.sports-reference.com/olympics/sports/BOX/

## Problèmes liés au dopage
Deux cas de dopage avérés ont été constatés pour un boxeur à l'occasion des Jeux olympiques. Il s'agit du Kenyan David Munyasia en 2004 à Athènes (contrôlé positif à la cathinone), ainsi que de l'Irlandais Michael O'Reilly le 5 août 2016.